# Parepilysta strandi
Parepilysta strandi är en skalbaggsart som beskrevs av Stefan von Breuning 1939. Parepilysta strandi ingår i släktet Parepilysta och familjen långhorningar.
Artens utbredningsområde är Sulawesi. Inga underarter finns listade i Catalogue of Life.